# Olivier Perrault
Olivier Perrault, né le 21 juillet 1773 et mort le 19 mars 1827, est un seigneur, avocat et homme politique fédéral du Bas-Canada. Il est aussi parfois surnommé Jean-Baptiste-Olivier Perrault.